# Akhmim
Akhmim hay Ngải Hách Mễ Mỗ là một thành phố ở Sohag Governorate của Thượng Ai Cập. Người Hy Lạp cổ đại gọi là  'Khemmis' ,  'Chemmis'  và  'Panópolis' , nó nằm trên bờ phía đông của sông Nile, 4 dặm về phía phía đông bắc của Sohag.

## Lịch sử
Akhmim được biết đến trong Ai Cập cổ đại ace  'ipu' ,  'apu'  hoặc  'Khent-me' . Nó là thủ đô thứ chín của (Chemmite) thời Thượng Ai Cập. Thành phố chính thức của Tuthmosis IV và Amenhotep III. "Horus" vĩ đại được thờ ở đây là Herodotus, được đề cập đến trong ngôi đền chuyên dụng của Perseus và khẳng định Chemmis là nơi quan trọng diễn ra các lễ nghi.
Trong Christian Copt, Akhmim được biết đến như là  'Khmin'  hoặc    Shmin. tu viện xuất hiện trong khu vực này rất sớm và dày đặc. Shenouda các Archimandrite (348-466) là một nhà sư tại Athribis gần Akhmim. Vài tháng trước đó Nestôriô, cựu tộc trưởng lưu vong của Constantinople, đã qua đời ở tuổi già trong khu phố của Akhmim. Nonnus - nhà thơ Hy Lạp được sinh ra tại Panópolis AT cuối thế kỷ thứ 4. Các Tòa Giám mục của Panópolis, một phó giám mục của Antinoë tại Thebais Prima, bao gồm trong các Giáo hội Công giáo 's danh sách danh nghĩa thấy s  Trong số các Giám mục của Panópolis, Lê Quien đề cập  Arius, người bạn của Saint Pachomius người đã xây dựng ba tu viện ở thành phố Sabinus, và Menas. Các cuộc khai quật tại Akhmim đã tiết lộ rất nhiều bản thảo Christian, trong số mảnh vỡ  Sách của Henoch , của the Gospel và trong những  Apocalypse của Peter , các  Hành vi của Công đồng Êphêsô , cũng như chữ khắc Christian của nhiều người khác.
Vào thế kỷ thứ 13, một ngôi đền rất hùng vĩ vẫn còn đứng ở Akhmim. Ngày nay, vinh quang ít ỏi của quá khứ vẫn còn, những ngôi đền gần như hoàn toàn bị phá bỏ và tài liệu duy nhất của họ tái sử dụng vào những năm sau Trung Cổ. Các nghĩa trang rộng lớn của Akhmim cổ vẫn chưa được khám phá đầy đủ. Các góc bị phá hủy của một ngôi đền thời Hy Lạp-La Mã với một bức tượng khổng lồ của Ramesses II và Meritamen đã được phát hiện vào năm 1981.
Koppen-Geiger hệ thống phân loại khí hậu phân loại khí hậu khí hậu sa mạc
| Dữ liệu khí hậu của Akhmim              | Dữ liệu khí hậu của Akhmim | Dữ liệu khí hậu của Akhmim | Dữ liệu khí hậu của Akhmim | Dữ liệu khí hậu của Akhmim | Dữ liệu khí hậu của Akhmim | Dữ liệu khí hậu của Akhmim | Dữ liệu khí hậu của Akhmim | Dữ liệu khí hậu của Akhmim | Dữ liệu khí hậu của Akhmim | Dữ liệu khí hậu của Akhmim | Dữ liệu khí hậu của Akhmim | Dữ liệu khí hậu của Akhmim | Dữ liệu khí hậu của Akhmim |
| Tháng                                   | 1                          | 2                          | 3                          | 4                          | 5                          | 6                          | 7                          | 8                          | 9                          | 10                         | 11                         | 12                         | Năm                        |
| --------------------------------------- | -------------------------- | -------------------------- | -------------------------- | -------------------------- | -------------------------- | -------------------------- | -------------------------- | -------------------------- | -------------------------- | -------------------------- | -------------------------- | -------------------------- | -------------------------- |
| Trung bình ngày tối đa °C (°F)          | 22.1 (71.8)                | 24 (75)                    | 27.9 (82.2)                | 33 (91)                    | 36.1 (97.0)                | 37.9 (100.2)               | 37.2 (99.0)                | 37.4 (99.3)                | 34.2 (93.6)                | 31.9 (89.4)                | 28.4 (83.1)                | 23.4 (74.1)                | 31.1 (88.0)                |
| Trung bình ngày °C (°F)                 | 13.6 (56.5)                | 15.1 (59.2)                | 18.5 (65.3)                | 23.4 (74.1)                | 27 (81)                    | 29.2 (84.6)                | 28.9 (84.0)                | 29.3 (84.7)                | 27.2 (81.0)                | 24.9 (76.8)                | 20.3 (68.5)                | 15.2 (59.4)                | 22.7 (72.9)                |
| Tối thiểu trung bình ngày °C (°F)       | 5.2 (41.4)                 | 6.2 (43.2)                 | 9.2 (48.6)                 | 13.8 (56.8)                | 18 (64)                    | 20.5 (68.9)                | 20.7 (69.3)                | 21.3 (70.3)                | 20.2 (68.4)                | 17.9 (64.2)                | 12.3 (54.1)                | 7.1 (44.8)                 | 14.4 (57.8)                |
| Lượng Giáng thủy trung bình mm (inches) | 0 (0)                      | 0 (0)                      | 0 (0)                      | 0 (0)                      | 0 (0)                      | 0 (0)                      | 0 (0)                      | 0 (0)                      | 0 (0)                      | 0 (0)                      | 0 (0)                      | 0 (0)                      | 0 (0)                      |
| [ cần dẫn nguồn ]                       |                            |                            |                            |                            |                            |                            |                            |                            |                            |                            |                            |                            |                            |